# Львівська пошта

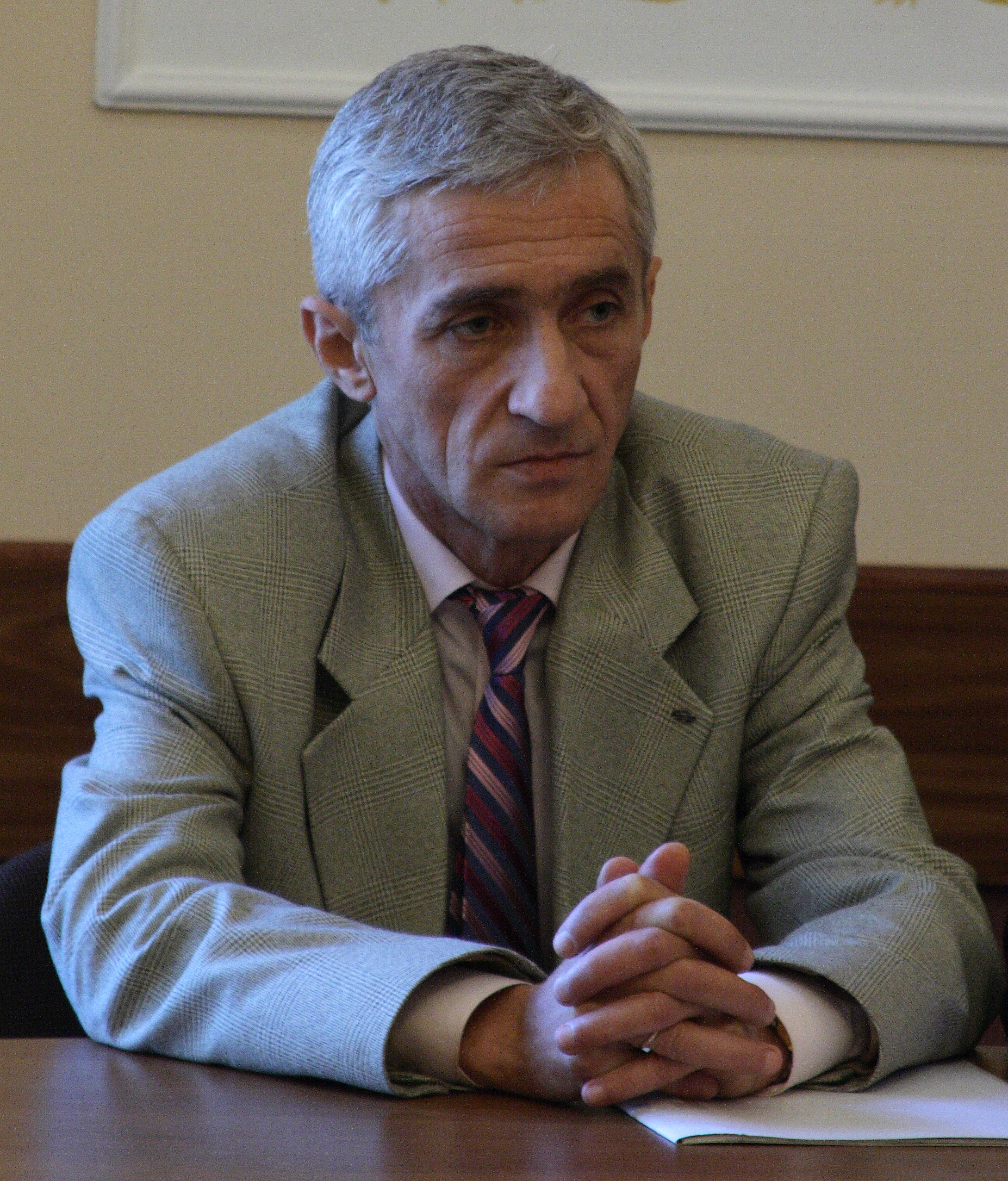
Игорь Гулык, главный редактор «Субботней почты» с апреля 2008 года

«Львівська пошта» (с укр. — «Львовская почта») — газета на украинском языке, издающаяся во Львове. Основатель и издатель — ООО «Професійна ліга». Редакция расположена по адресу проспект Шевченко, 23, Выходит трижды в неделю. По данным редакции тираж составляет 55 тысяч экземпляров и распространяется во всех областях Украины. До 2010 года называлась «Суботня пошта» (с укр. — «Субботняя почта»).
Газета была основана Рустамом Курбановым в 1994 году. В 2004 году тираж не превышал 15 тысяч экземпляров. Также в 2004 году газета судилась с коммерческим банком «Мрия».
В 2008 году владелец и главный редактор «Субботней почты» Рустам Курбанов продал издание компании «Роял», украинско-чешскому совместному предприятию, владеющему крупной сетью клубов игровых автоматов. В апреле 2008 года главным редактором стал Игорь Гулык (до января 2008 года — главный редактор «Львовской газеты»). В мае редакция газеты была ограблена. В сентябре 2008 года газета стала выходить трижды в неделю, появились страницы с цветной печатью, общее количество страниц доведено до шетснадцати, формат А-2 был изменён на А-3. В 2009 году главный редактор Гулык выступил с обращением к Виктору Ющенко снять свою кандидатуру в пользу Юлии Тимошенко.